# Aloha Poké
Aloha es una franquicia española de restaurantes, especializada en el plato tradicional hawaiano del poke. Su sede principal se encuentra en la ciudad de Madrid y cuenta con establecimientos en otras ciudades como Barcelona, Valencia, Bilbao, Salamanca, Vigo y Pamplona.

## Historia

### Inicios y década de 2010
La compañía fue fundada en el año 2016 por Carlos Ortiz de Lucas-Baquero y Guillermo Fuente Gil, inaugurando en 2017 su primer establecimiento en el vecindario de Chueca en la ciudad de Madrid. Convirtiéndose en uno de los primeros restaurantes especializados en el plato tradicional hawaiano del poke en España, en agosto de 2018 inauguró su segundo establecimiento y creó la primera franquicia de restaurantes de poke en territorio español. Al finalizar dicho año, la compañía alcanzó una facturación de 2,4 millones de euros con tres franquicias y dos locales propios en Madrid.
En 2019 la compañía inauguró cinco nuevos locales en la capital española e hizo presencia en Barcelona, Valencia, Bilbao, Ibiza y Tarrasa, finalizando la década con 14 restaurantes y 5.2 millones de euros facturados. Ese mismo año la compañía implementó la utilización del ácido poliláctico o PLA en sus cuencos o bowls, un material biodegradable, en lugar del plástico tradicional.

### Década de 2020 y actualidad
En el año 2020 la compañía abrió dos nuevos locales en Madrid y se estrenó en otras ciudades de la geografía española con aperturas en Vigo, Pamplona, Gerona, Mallorca, Zaragoza y Gran Canaria. Finalizó el año facturando siete millones de euros, un aumento del 34% con respecto a las cifras de 2019.
En 2021 la empresa renovó su imagen de marca con un nuevo logo y colores corporativos, e inauguró en el mes de junio un nuevo local en Barcelona estilo flagship, ubicado en la Ronda de la Universidad. Durante el año la marca estableció siete nuevas aperturas, en las ciudades de Salamanca, Valladolid, Madrid y Barcelona, y finalizó con una facturación de 7,5 millones de euros, creciendo un 7% con relación al año anterior.
Para marzo de 2022, la compañía había inaugurado dos locales en la capital española, concretamente en los distritos de Ciudad Lineal y Rivas-Vaciamadrid. De acuerdo con El País, en 2023 la empresa facturó 13,6 millones de euros, un 36% más que el año anterior.
En 2024 estableció un convenio con la empresa de packaging Envapro para adquirir y utilizar sus empaques en la distribución de productos a domicilio.

## Premios y reconocimientos
La empresa recibió el premio Hot Concepts del Grupo Peldaño en la categoría de Servicio Rápido en 2019, en ceremonia realizada el 4 de julio de 2019 en el Teatro Goya de Madrid.
En mayo de 2020 fue anunciada entre los finalistas de los Premios Nacionales de Marketing en la categoría de Startups y Pymes. En diciembre del mismo año la empresa obtuvo tres galardones en los Premios Meraki en las categorías de Sustentabilidad, Implementación y Adaptabilidad al Covid-19 y Desarrollo de Negocio.
En abril de 2021 se anunció que la empresa nuevamente había conformado la lista de nominados a los Premios Nacionales de Marketing en la categoría de Startups y Pymes, finalizando en la segunda posición. El mismo año fue galardonada en los VI Premios Marcas de Restauración en la categoría de Sostenibilidad y Producto, y ganó el Premio PesMes en la categoría de Acción Completa de Marketing.

## Locales
| Ciudad     | Locales |
| ---------- | ------- |
| Madrid     | 12      |
| Barcelona  | 6       |
| Valencia   | 2       |
| Bilbao     | 1       |
| Mallorca   | 1       |
| Vigo       | 1       |
| Pamplona   | 1       |
| Gerona     | 1       |
| Zaragoza   | 1       |
| Salamanca  | 1       |
| Valladolid | 1       |